# عملية مسلم بن عقيل
| التاريخ           | 1-7اكتوبر 1982                                                                   |
| ----------------- | -------------------------------------------------------------------------------- |
| الموقع            | سومر،إيران                                                                       |
| النتيجة           | انتصار العراق                                                                    |
| المتحاربون        | العراق و إيران                                                                   |
| القوة             | العراق:36000 جندي 400 دبابة وقطعة مدفعيه إيران:60000 جندي 300 دبابة وقطعة مدفعية |
| الإصابات والخسائر | العراق: اكثر من2000 قتيل و 50 دبابة مفقودة إيران:6000 قتيل و 15000 جريح          |

عملية مسلم بن عقيل ( بالفارسية : عملیات مسلم بن عقيل؛ تُكتب أيضًا مسلم بن عقيل ) كانت عملية خلال الحرب العراقية الإيرانية والتي أطلقها الحرس الثوري الإسلامي والجيش الإيراني  برمز "يا أبا الفضل العباس" في 1 أكتوبر 1982.  
كان هدف العملية الاستيلاء على جميع المرتفعات المطلة على بلدة مندلي العراقية . وكان من أهداف العملية أيضًا تأمين حدود الجبهة الوسطى، وتأمين الأراضي الإيرانية المحررة، وطرد القوات العراقية من غرب سومر الإيرانية . 
خلال هذه العملية،  نجحت القوات الإيرانية في المرحلة الأولى؛ وانخفض معدل تقدمها في المرحلة الثانية، وفي النهاية لم تتمكن من تعزيز المواقع التي احتلتها. 
وفي العملية التي تمت على خطوتين خلال فترة سبعة أيام،  150 كيلومتراً مربع تم تحرير من الأراضي الإيرانية، و سيطرت القوات الإيرانية على حوالي 30 كيلومتراً مربع من الأراضي العراقية. في هذه الأثناء، بالإضافة إلى تأمين سومار، سيطر الإيرانيون على مرتفعات جيسكيه، وكونه ريغ، ومضائق الحدود الإيرانية العراقية.  وانتهت العملية أخيرًا في 7 أكتوبر/تشرين الأول 1982. 